# Wiśniowa (Powiat Strzyżowski)
Wiśniowa ist eine Ortschaft mit einem Schulzenamt der Gemeinde Wiśniowa im Powiat Strzyżowski der Woiwodschaft Karpatenvorland in Polen.

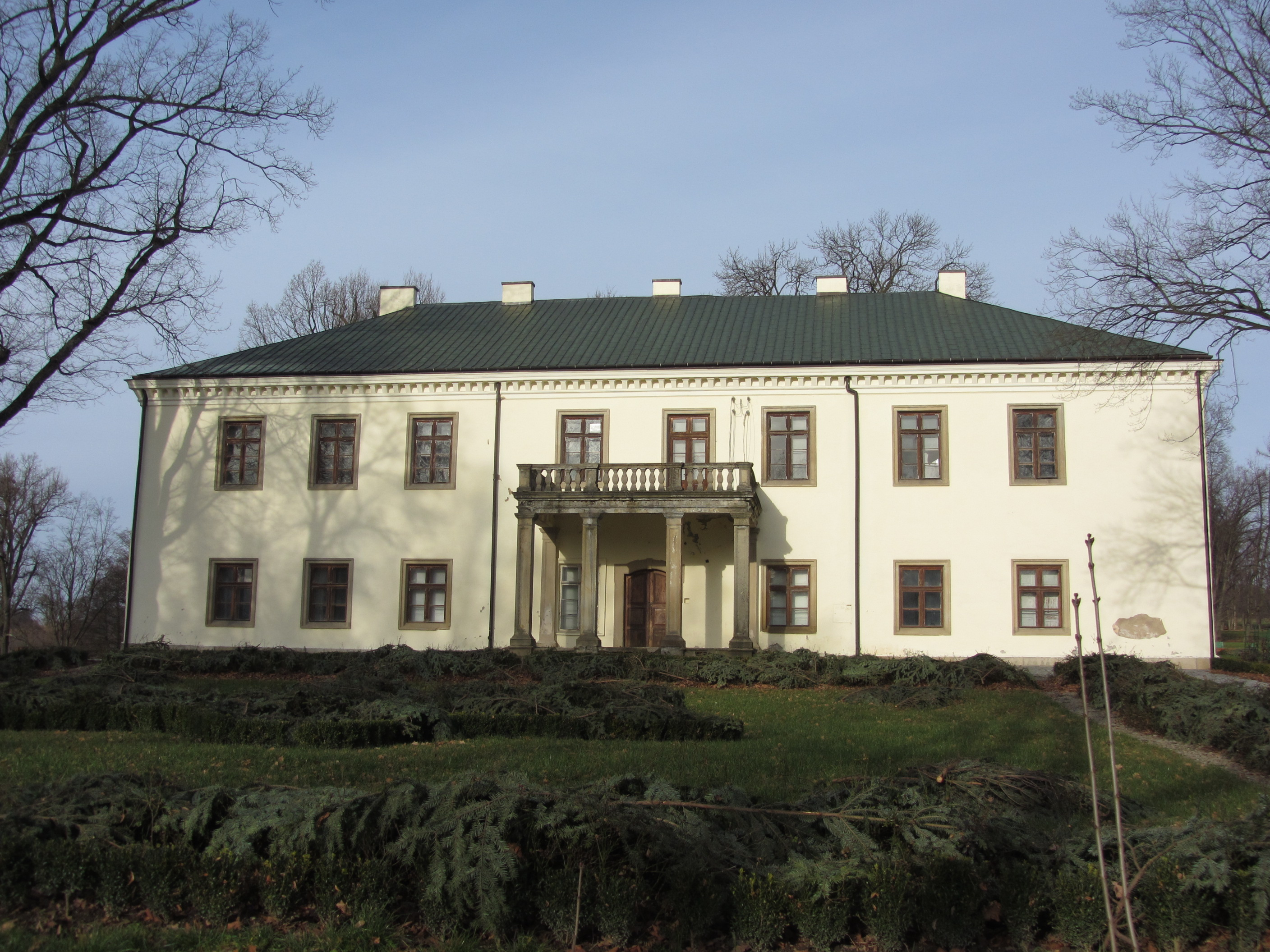
Gutshof der Familie Mycielski in Wiśniowa

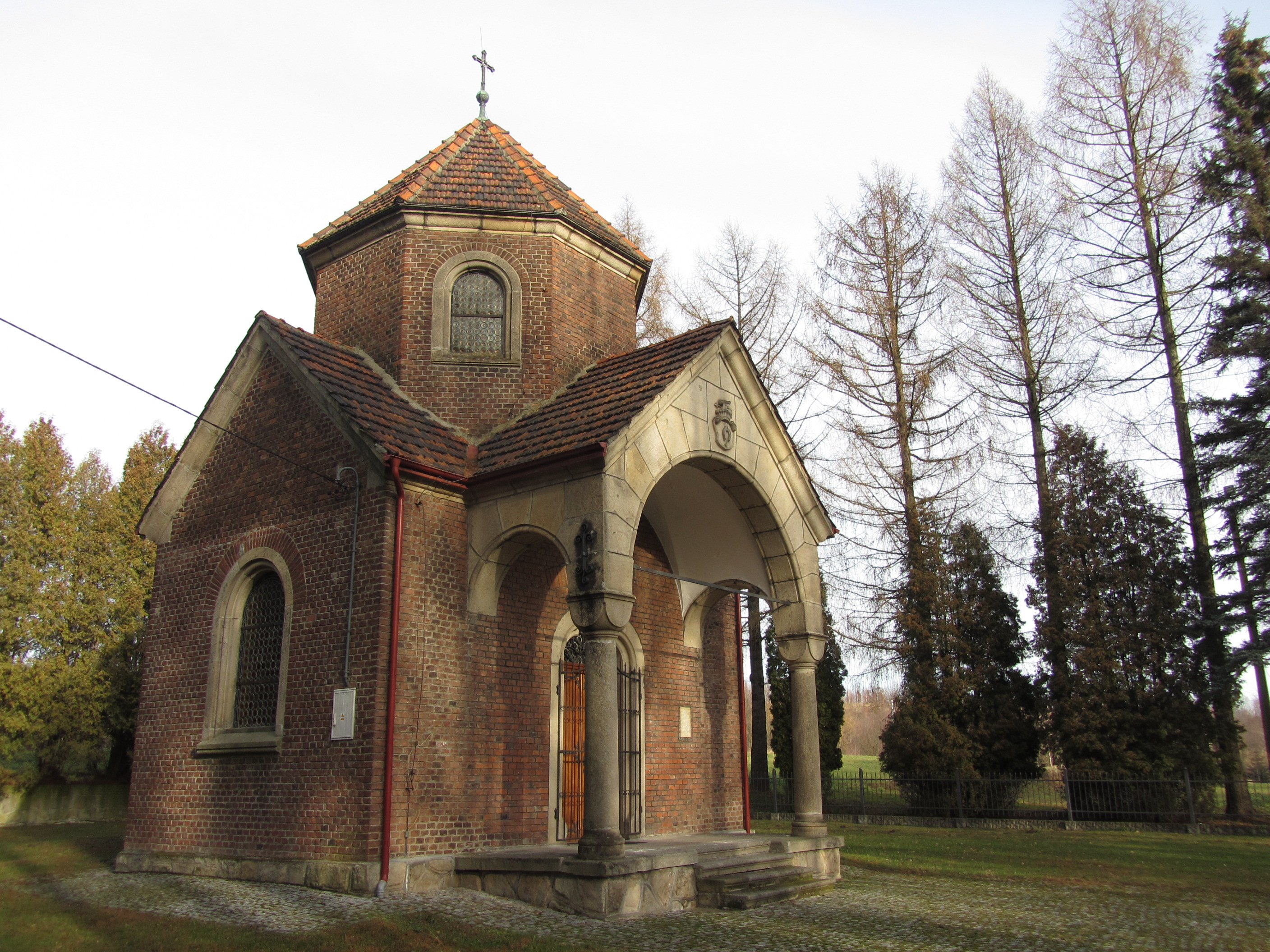
Grabkapelle der Familie Mycielski

## Geographie
Der Ort liegt im Strzyżów-Gebirge, am linken Ufer des Wisłoks. Die Nachbarorte sind Szufnarowa im Norden, Niewodna im Nordosten, Kalembina im Osten, Kozłówek im Südosten, Jazowa im Süden, Cieszyna im Westen, sowie Pstrągówka im Nordwesten.

## Geschichte
Der Ort in den Gütern von Kunice (siehe Geschichte von Wielopole Skrzyńskie) wurde im Jahr 1366 als Wisznowa erstmals urkundlich erwähnt. Im Lebuser Stiftregister aus dem Jahr 1405 wurden zwei Orte Item Wisnia Antiquum et Wysnia Novum (…) Item Wysnia Antiquum et Novum tenet Miczka [Mikołaj/Nikolaus], et Paska [Paszko], fratres dicti Wyszusky [Wisiński] erwähnt – nach J. Matuszewski, Feliks Kiryk und anderen Historikern beschrieb dieses Dokument in der Wirklichkeit die Situation nicht im frühen 15., sondern im frühen 14. Jahrhundert, weil Wielopole noch als Dorf bezeichnet wurde, und schon im späten 14. Jahrhundert das Gebiet im Besitz der Familie Bogoria war. Im Jahr 1366 erhielt den Ort Mikołaj von Kożuchów, der Lieblingsverwande des Erzbischofs Jarosław Bogoria. Mikołaj erklärte, dass die dortigen 11 Ackerfelder (campos seu agros) im Wisłok-Tal zum Kloster Koprzywnica gehörten. Die Namen der Ackerfelder, obwohl mehrheitlich innerhalb des heutigen Dorfs Kalembina liegend, deuten die entstehenden Dörfer Markuszowa (in Marcusi libertaten vltra Wislok, qui agri seu campi ab antiquo pertinent in Dobrzechow), Niewodna (za staro nyewodną), uczwisnowe…Wisznowam (Wiśnia Nowa?), na pstrągowe (Pstrągówka?) an. 1377 gehörte Wisniowa zur Familie Bogoria und in der ersten Hälfte des 15. Jahrhunderts zu Mikołaj, Jan und Piotr und die Familie Wieniawici: Pełko Spergalth, Piotr Spergalth und Paweł.
Es gibt drei Erläuterungen des Namens. Die erste beschlagene Etymologie leitet den besitzanzeigend Ortsnamen vom Personennamen und den vermuteten Gründer Wiśnia (bzw. Wisznia, ab dem 13. Jahrhundert urkundlich bekannt). Der zweite Erläuterung ist topographisch und deutet am Appellativ wisznia/wiśnia (Kirsche[nbaum]) an – das Suffix -owa ist jedoch sehr selten in den topographischen Namen. Die Theorie der Univerbierung (Wortzusammenziehung) von Wiśnia Nowa – Wiśniowa gibt dem Suffix -owa eine neue Bedeutung. 1425 wurde Wysznowa superiori [ober] und 1480 magna [groß] Wysznyowa unterschieden, aber mehrheitlich wurde nur ein einziges Dorf benannt. Im 16. Jahrhundert wurde dagegen das untergegangene benachbarte Dorf Wiśniowka erwähnt, dessen Name eine diminutive Form von Wiśniowa war.
Das Dorf gehörte zur Woiwodschaft Sandomir, Kreis Pilzno, ab 1569 in der Adelsrepublik Polen-Litauen. Ab 1581 im Besitz der Krakauer Familie Boner. Am 16. März 1657 wurde es vom Angriff von Georg II. Rákóczi zerstört. Nach Boner gehörte es den Adelsgeschlechtern Firlej, Mniszech und Bogatki.
Bei der Ersten Teilung Polens kam Wiśniowa 1772 zum neuen Königreich Galizien und Lodomerien des habsburgischen Kaiserreichs (ab 1804).
Nach dem Ende des Ersten Weltkriegs und dem Zusammenbruch der Habsburgermonarchie kam Wiśniowa 1918 zu Polen. Unterbrochen wurde dies nur durch die deutsche Besetzung Polens im Zweiten Weltkrieg. Von 1975 bis 1998 gehörte Wiśniowa zur Woiwodschaft Rzeszów.

## Persönlichkeiten
- Jan Mycielski (1932–2025), polnisch-US-amerikanischer Mathematiker.